# Сергіївка (Удачненська селищна громада)
Сергі́ївка — село в Україні, в Удачненській селищній громаді Покровського району Донецької області.

## Загальні відомості.
Село розташоване за 21 км від  Покровського районного центру й проходить автошляхом М04E50. Землі села Сергіївки межують із територією земель села Новоолександрівка (вже не існує) Синельниківського району Дніпропетровської області та сіл Юр'ївка і Шилівка Покровського району Донецької області.

## Історія
За даними на 1859 рік у казенному селі Сергіївка (Гульова) Бахмутського повіту Катеринославської губернії мешкало 2140 осіб (1087 чоловічої статі та 1053 — жіночої), налічувалось 517 домогосподарств, існувала православна церква.
Станом на 1886 рік у колишньому державному селі Сергіївка (Гульове) Гришинської волості мешкало 3308 осіб, налічувалось 562 домогосподарства, існували православна церква, арештантський будинок, винний склад, 4 лавки й 2 бондарні, відбувались 2 ярмарки на рік й базари щонеділі.
За переписом 1897 року кількість мешканців зросла до 5479 осіб (2706 чоловічої статі та 2773 — жіночої), з яких 5357 — православної віри.
У 1900—1902 роках у Троїцькій церкві села Сергіївка Бахмутського повіту служив св'ященик Тимофій Драгожинський. 
У 1908 році в селі — тодішньому центрі Сергіївської волості, мешкало 7629 осіб (3839 чоловічої статі та 3790 — жіночої), налічувалось 1046 дворових господарств.
У селі Сергіївці видобували кам'яне вугілля — його знайшли в піщаниках, на яких стоїть більша частина села. Потужність знайденого вугільного пласта d3 (сининіміка Олександра Гапєєва) була невеликою — не більше 20 см. Вугілля видобували у колодязях М.Кандиби і І.Майбороди. Усе мінеральне паливо йшло на опалення місцевої олійниці.
В каменоломні села Сергіївки в 1894 році селяни виробляли 900 штук котків (гармани) і 100 штук кам'яних корит з каменю-пісковику. За 1916 рік каменоломні в селі Сергіївка утримували брати Півоварови, Кишкань Іван, Сталовєров, Михалко, Бойко, Суханов. У Кишканя Івана каменоломня була розміром 164 кв сажні, на якій він виробляв до 70 куб сажнів каменю і продавав бажаючим.
У 1920—1922 роках з села Сергіївки селяни переселялися на вільні землі і організовували нові поселення - хутора Лиман, Леонтіївка, Кам'янка, Петрівський, Гульове.
30 червня 2023 року, близько 11:20, москвинські окупанти завдали ракетний удар по школі села Сергіївка. На той час в школі перебувало 12 осіб — представники адміністрації, учителі й технічний персонал. Внаслідок ракетного удару була зруйнована школа, загинули вчителька початкових класів та головна бухгалтерка школи, шестеро осіб було поранено.

## Особистості
Уродженці села:
- Мотиль Сергій Анатолійович (1991—2015 рр.) — солдат, учасник АТО[8].
- Улянич Микола Васильович (1936 р.н.) — український гірничий інженер, бджоляр, апітерапевт.
- Залізняк Марко Микитович (1893—1982 рр.) — фотохудожник та краєзнавець, автор фото подій Голодомору та розкуркулення у селищі Удачне.

## Населення
За даними перепису 2001 року населення села становило 1895 осіб, із них 94,2% вважали рідною мову українську, 5,59% — москвинську та 0,16%— білоруську мову.
Станом на червень 2025 в селі залишається 180 осіб.Про це в випуску новин на телеканалі «Орбіта» заявив Валерій Дугельний 